# Jerramungup
Jerramungup è una città situata nella regione di Great Southern, in Australia Occidentale; essa si trova 454 chilometri a sud-est di Perth ed è la sede della Contea di Jerramungup. Al censimento del 2006 contava 367 abitanti.